# Merjeuli
Merjeuli (en georgiano: მერხეული; en armenio: Մերխեուլ, romanizado: Merjeul) o Marjaul (en abjasio: Мархьаул, romanizado: Marjaul) es un pueblo que pertenece a la parcialmente reconocida República de Abjasia, parte del distrito de Gulripshi, aunque de iure pertenece al municipio de Gulripshi de la República Autónoma de Abjasia de Georgia.

## Geografía
Merjeuli se encuentra a orillas del río Machara y está a 11 km al norte de Gulripshi. Al norte, Merjeuli limita con las localidades de Tsebelda y Bagmarani; al este con Vladímirovka y al sur con Machara y Pshapi. Las aldeas de Chernígovka, Gurzuli y Zemo Machara están bajo la administración del pueblo. 

## Historia
En el pueblo se han encontrado fragmentos de cerámica griega, que datan del siglo VI a. C. Durante siglos, el pueblo conservó la importancia de una especie de caravasar.
La población abjasia de Merjeuli y aldeas aledañas sufrió constantes deportaciones o masacres (normalmente conocidos como Muhayir o genocidio circasiano) de sus habitantes en el marco de la guerra ruso-circasiana. La mayoría de la población nativa de Abjasia central fue víctima de la limpieza étnica. De hecho, el censo de 1886 reflejaba la escasa población de origen abjasio (solo 20 habitantes) en el pueblo de Merjeuli.
Tras las deportaciones y matanzas de la mayoría de los habitantes originarios durante la segunda mitad del siglo XIX, se estableció una nueva población en Merjeuli compuesta en su mayoría por mingrelianos y rusos, que coexistieron con los pocos abjasios que quedaron. La mayoría de estos pobladores eran campesinos.
Tras el genocidio armenio perpetrado por el Imperio otomano, muchos armenios y hamshenis se establecieron en Merjeuli, principalmente armenios procedentes de la actual Trebisonda (Turquía). Durante el período soviético, la población rusa disminuyó constantemente, mientras que los mingrelianos y armenios aumentaron constantemente. En el pueblo se construyeron una escuela secundaria armenio-georgiana y una escuela primaria armenia. Además, aquí se ubicaron una biblioteca, una casa de la cultura, un centro de salud y una empresa de servicios públicos.
Tras el final de la guerra en Abjasia en 1993, casi toda la población mingreliana y georgiana fue forzada a huir de sus hogares (o incluso masacrada) tras la retirada de las Fuerzas Armadas de Georgia.

## Demografía
La evolución demográfica de Merjeuli entre 1886 y 2011 fue la siguiente:
| 466                                                 | 3827 | 3076 | 3939 | 839 |
| (Fuente: Population of Abkhazia since Soviet times) |      |      |      |     |

La población ha perdido casi un 80% de su población tras la guerra de abjasia. En el pasado la mayoría de la población era georgiana y armenios, pero en la actualidad la gran mayoría son armenios (con una minoría de abjasios y georgianos).
|              | 2011      | 2011       |
| Grupo étnico | Población | Porcentaje |
| ------------ | --------- | ---------- |
| Georgianos   | 80        | 9,5%       |
| Abjasios     | 72        | 8,6%       |
| Rusos        | 37        | 4,4%       |
| Armenios     | 640       | 76,3%      |
| Griegos      | 1         | 0,1%       |
| Total        | 839       | 100%       |

## Personajes ilustres
- Lavrenti Beria (1899-1953): dirigente político comunista de la Unión Soviética y jefe de la policía y el servicio secreto (NKVD) desde 1938 hasta 1953.
- Mijáil Lakerbaj (1901-1965): escritor, dramaturgo, crítico de teatro y soldado abjasio.